# بوبروفيزين
بوبروفيزين هو مبيد حشري يستخدم لمكافحة الآفات الحشرية مثل البق الدقيقي، وقافزات الأوراق، والذبابة البيضاء على محاصيل الخضروات.

## آلية العمل
يعمل مبيد البوبروفيزين كمنظم للنمو عن طريق تثبيط تخليق الكايتين.

## الوضع القانوني
استخدام مبيد البوبروفيزين محظورًا في بعض البلدان بسبب آثاره البيئية الضارة، حيث أنّه سام بشكل خاص للكائنات المائية وكذلك الحشرات غير المستهدفة، على الرغم من كونه منخفض السمية بالنسبة للإنسان والثدييات الأخرى.